# Alapi à queue noire
Myrmoborus melanurus
Espèce
Répartition géographique
Statut de conservation UICN

 NT  : Quasi menacé
L’Alapi à queue noire (Myrmoborus melanurus) est une espèce de passereaux de la famille des Thamnophilidae.

## Répartition
Il fréquente les rivages en amont du bassin de l'Amazone.